# Archibald Campbell, 1. Marquess of Argyll

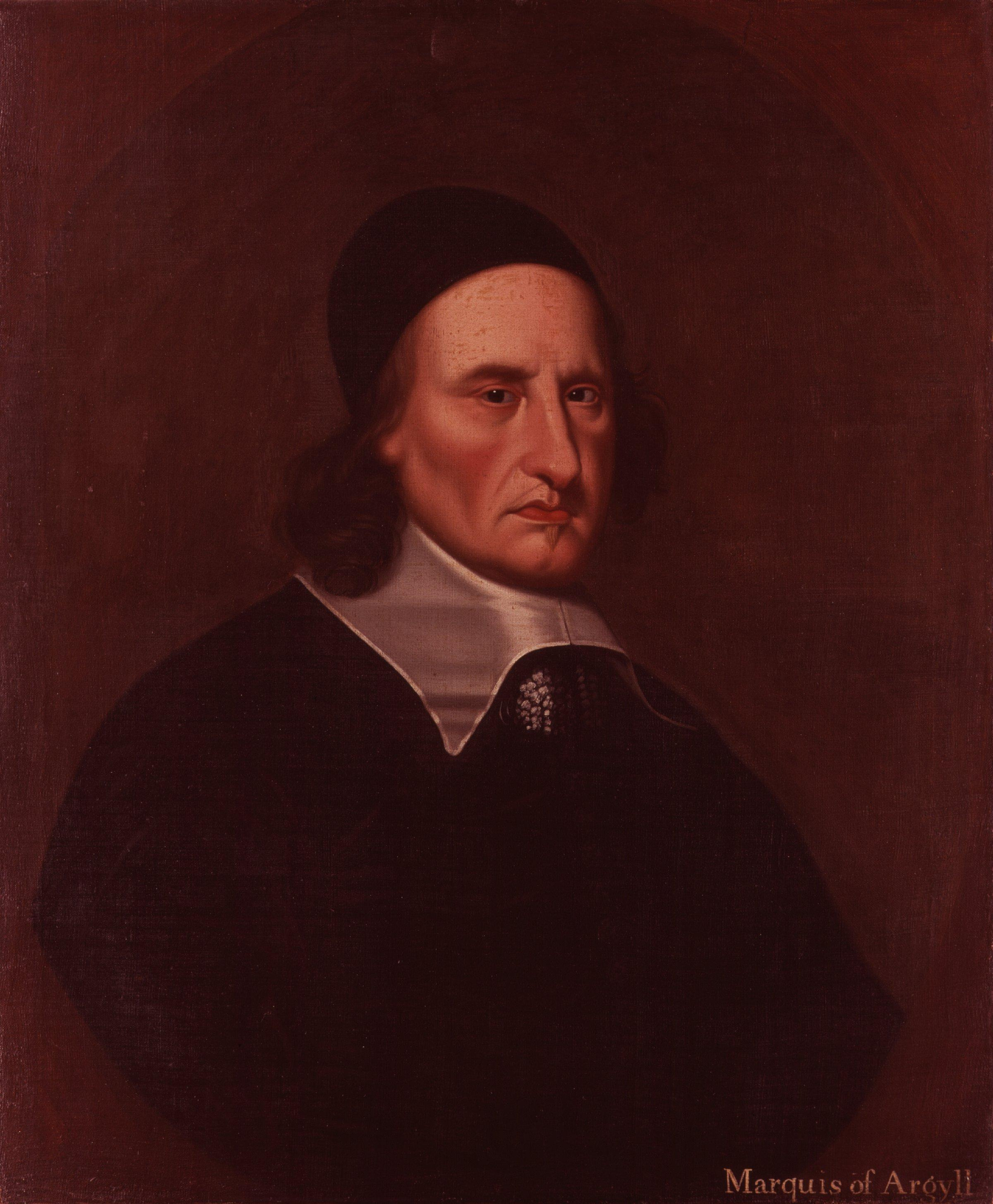
Archibald Campbell, 1. Marquess of Argyll

Archibald Campbell, 1. Marquess of Argyll (* zwischen August 1605 und April 1607; † 27. Mai 1661 in Edinburgh) war ein schottischer Adliger und Politiker.

## Leben
Archibald Campbell entstammte dem Clan Campbell. Er war der älteste Sohn des Archibald Campbell, 7. Earl of Argyll (um 1576–1638) aus dessen erster Ehe mit Lady Anne Douglas (1574–1607), Tochter des William Douglas, 6. Earl of Morton. Als Heir apparent seines Vaters führte er zu dessen Lebzeiten den Höflichkeitstitel Lord Lorne.
Er studierte ab 1622 an der Universität St. Andrews und hatte von 1625 bis 1628 das Amt des Justice General von Schottland inne. 1628 wurde er in den schottischen Kronrat berufen und 1634 erhielt er das Amt eines Laienrichters am Court of Session (Extraordinary Lord of Session). Beim Tod seines Vaters erbte er 1638 dessen Adelstitel als 8. Earl of Argyll, 8. Lord Lorne und 9. Lord Campbell und wurde dadurch Mitglied des schottischen Parlaments. Er schloss sich 1637 der Opposition gegen Karl I. an und war einer der einflussreichsten Führer der presbyterianischen Covenanters, so dass er in den schottischen Wirren bis 1641 eine Hauptrolle spielte. 1641 schloss er Frieden mit Karl I., als dieser nach Schottland kam. Dieser ernannte ihn am 15. November 1641 zum Marquess of Argyll. 1642 stellte er ein Infanterieregiment für König Karl I. auf, dass nach ihm als erstem Colonel Marquis of Argyll’s Royal Regiment genannt wurde und aus dem sich das heutige Regiment der Scots Guards entwickelte.
1643 trat er erneut den Covenanters bei und konspirierte er 1643 mit Karls Gegnern im englischen Parlament. In der Folge kämpfte er 1645 gegen die Royalisten unter James Graham, 1. Marquess of Montrose, und unterlag diesem am 2. Februar 1645 in der Schlacht von Inverlochy und am 15. August 1645 in der Schlacht von Kilsyth. Im September 1645 erbte er beim Tod seines kinderlosen jüngeren Halbbruders James Campbell, 1. Earl of Irvine, dessen Titel als 2. Lord Kintyre. Im Oktober 1648 führte er Oliver Cromwell nach Edinburgh, wo der Covenant erneuert wurde. Im Juni 1650 half er dabei, Karl II. nach Schottland zu bringen. Dessen Ausrufung zum König von Schottland stimmte er erst zu, als er die religiöse Freiheit Schottlands durch die dem König gestellten Bedingungen gesichert sah. Campbell selbst krönte Karl II. bei Scone, schloss sich 1652 nach der Unterwerfung Schottlands durch Oliver Cromwell aber wieder der Republik an. 1658 wurde er als Abgeordneter für Aberdeenshire ins schottische Parlament gewählt und hatte dieses Mandat bis 1659 inne. Er war bei der Proklamation von Richard Cromwell zum Lord Protector anwesend.
Bei der Restauration der Monarchie reiste er im Juli 1660 nach London, um den aus dem Exil zurückkehrenden König Karl II. zu erwarten, wurde dort aber im Tower inhaftiert und nach Edinburgh Castle zurückgebracht. Am 25. Mai 1661 wurde er wegen Hochverrats geächtet zwei Tage später hingerichtet. Seine Adelstitel und Ländereien wurden von der Krone eingezogen.

## Ehe und Nachkommen
Aus seiner 1626 geschlossenen Ehe mit Lady Margaret Douglas (1610–1678), Tochter des William Douglas, 7. Earl of Morton, hatte er zwei Söhne und vier Töchter:
- Archibald Campbell, 9. Earl of Argyll (1629–1685), ⚭ (1) 1650 Lady Mary Stewart († 1668), Tochter des James Stewart, 4. Earl of Moray, ⚭ (2) 1670 Lady Anne Lindsay († 1707), Witwe des Alexander Lindsay, 1. Earl of Balcarres, Tochter des Colin Mackenzie, 1. Earl of Seaforth;
- Lord Neil Campbell (um 1630–1692), Laird of Ardmannie, Gouverneur von Dumbarton Castle, ⚭ (1) 1668 Lady Vere Kerr (1649–1674), Tochter des William Kerr, 1. Earl of Lothian, ⚭ (2) 1685 Susan Menzies, Tochter des Sir Alexander Menzies, 1. Baronet;
- Lady Anne Campbell († vor 1660);
- Lady Jane Campbell († 1712), ⚭ 1661 Robert Kerr, 1. Marquess of Lothian;
- Lady Mary Campbell (1634–1691), ⚭ (1) 1657 George Sinclair, 6. Earl of Caithness, ⚭ (2) 1678 John Campbell, 1. Earl of Breadalbane and Holland;
- Lady Isabella Campbell (1650–1663).

Sein älterer Sohn Archibald erwirkte 1663 die Wiederherstellung seiner Adelstitel mit Ausnahme des Marquessates, wurde aber 1685 ebenfalls hingerichtet, weil er die protestantischen Aufstände des Duke of Monmouth unterstützt hatte.